# La baia dell'inferno
La baia dell'inferno (Hell on Frisco Bay) è un film del 1955 diretto da Frank Tuttle.

## Trama
L'agente di polizia Steve Rollins, condannato per un delitto che non ha commesso, dopo aver scontato la pena esce di prigione deciso a trovare i veri colpevoli. I suoi sospetti si dirigono verso un importante armatore del porto di San Francisco, Vic Amato, che da tempo impone il proprio dominio sulla baia. Durante le ricerche tutte le persone che potrebbero fornire testimonianze a favore di Steve cominciano a scomparire misteriosamente.